# Tash-kʾirman Tepe
Tash-kʾirman Tepe ist ein Ruinenhügel im heutigen Usbekistan in der Tash-kʾirman-Oase. Die Ruinen liegen nordöstlich der modernen Stadt Beruniy. Hier grub ein karakalpakisch-australisches Archäologenteam zwischen 1996 und 2000 einen choresmischen Tempel aus, der vom 4. Jahrhundert v. Chr. bis ins 3. Jahrhundert n. Chr. im Betrieb war. Der Tempel stand isoliert in der Landschaft. Es konnten keine Siedlungsreste in der Nähe beobachtet werden. Es wurden zwei Baustufen unterschieden.
In der zweiten Stufe stand der Tempel auf einer etwa 100 Meter langen und 30 bis 50 Meter breiten Plattform. Der eigentliche Tempel auf der Plattform bestand aus einer Reihe von Räumen und Korridoren. Im Zentrum der Anlage befand sich ein Raum mit einem Altar für Feuer. Wahrscheinlich handelt es sich bei der ganzen Anlage um einen Feuertempel. Der Tempel ist wahrscheinlich mit der Ankunft der Kuschana in Choresmien verlassen worden. Es gibt keine Zeichen für Gewaltanwendung. Dementsprechend war die Anlage fast fundleer, weil alle Objekte beim Verlassen der Anlage mitgenommen wurden.